# Trentepohlia (Mongoma) flavicollis
Trentepohlia (Mongoma) flavicollis is een tweevleugelige uit de familie steltmuggen (Limoniidae). De soort komt voor in het Oriëntaals gebied.